# Pavel Petráček
Pavel Petráček (* 19. ledna 1975 Jablonec nad Nisou) je český politik, v letech 2008–2012 radní Libereckého kraje. Je členem ČSSD.

## Životopis
Pavel Petráček studoval nejprve na Střední průmyslové škole technické v Jablonci nad Nisou, v témže městě pak vystudoval i Obchodní a právní akademii. V letech 1996 až 2008 pracoval jako sklář v společnosti Jablonex.

## Politická kariéra
Od roku 1996 je Petráček členem České strany sociálně demokratické. Ve straně postupně zastával různé pozice, od roku 2006 byl místopředsedou Krajského výboru strany.
V komunálních volbách v letech 2002, 2006 i 2010 kandidoval do zastupitelstva Josefova Dolu na Jablonecku.
Petráček rovněž neúspěšně kandidoval v krajských volbách v roce 2004 do zastupitelstva Libereckého kraje, uspěl až o čtyři roky později v krajských volbách v roce 2008. 1. prosince 2008 byl pak na ustavujícím zasedání dokonce zvolen krajským radním, pověřeným vedením rezortu sociálních věcí. Ve funkci radního pro oblast sociálních věcí se zabýval zejména přípravou stavby hospice v Liberci.
Po krajských volbách v roce 2012 se stal krajským zastupitelem znovu, rezignoval však na funkci v krajském výboru strany a hovořil i o rezignaci na post zastupitele. Nakonec rezignoval až o čtyři měsíce později, poté co byl obviněn kvůli neoprávněnému pobírání odměn ve firmách patřících kraji.
Od roku 2009 byl členem dozorčí rady společnosti Nemocnice Česká Lípa, v roce 2011 se stal jejím předsedou. Kromě toho byl členem dozorčích rad společností Školní statek Frýdlant a Hospicová péče svaté Zdislavy a také členem správní rady společnosti Klasický areál Harrachov. 18. prosince 2012 byl novým zastupitelstvem Libereckého kraje z dozorčích rad krajských společností odvolán.
Ve volebním období 2008–2012 byl předsedou Protidrogové komise rady Libereckého kraje. Ve volebním období 2012–2016 byl před svou rezignací na zastupitelský post krátce předsedou Výboru sociálních věcí zastupitelstva Libereckého kraje. Od roku 2012 do 2014 byl ředitelem Klasického areálu Harrachov o. p. s.

## Kontroverze
V roce 2011 se Petráček společně s dalšími dvěma radními Martinem Seppem a Zdeňkem Bursou stali terčem kritiky za to, že pobírali odměny za členství v dozorčí radě společnosti Silnice LK, která však v té době ještě nevyvíjela žádnou činnost. Radní se nakonec svých odměn vzdali. V této kauze a kauze dozorčí rady Nemocnice Česká Lípa byl Petráček v roce 2014 spolu s dalšími osobami obžalován a hrozilo mu až 8 let vězení. V roce 2014 byl Krajským soudem v Liberci zproštěn všech obvinění v plném rozsahu.